# Кобринский, Борис Аркадьевич
Бори́с Арка́дьевич Ко́бринский (род. 1944) — российский ученый, доктор медицинских наук, профессор, заслуженный деятель науки Российской Федерации (2022). Председатель Научного совета Российской ассоциации искусственного интеллекта. Действительный член РАЕН.

## Биография
В 1970 году окончил педиатрический факультет 2-го Московского государственного медицинского института им. Н. И. Пирогова (МОЛГМИ (позже РГМУ, ныне Российский национальный исследовательский медицинский университет имени Н. И. Пирогова)).
С 1973 года занимается вопросами медицинской кибернетики (информатики).
1987—1988 — учёба на факультете повышения квалификации Московского института радиотехники, электроники и автоматики по специальности «Медико-биологическая кибернетика».
1991 — доктор медицинских наук.
С 1993 года— профессор.
В 1989—1996 годах — преподаватель медицинской информатики на кафедре медико-социальных проблем охраны материнства и детства Центрального института усовершенствования врачей (ныне РМАПО), 2007— профессор кафедры медицинской кибернетики и информатики Российского национального исследовательского медицинского университета имени Н. И. Пирогова.
В 1983—2016 годах — руководитель Медицинского центра новых информационных технологий ФГУ «МНИИ педиатрии и детской хирургии» Минздрава РФ.
2016 — заведующий отделом систем интеллектуальной поддержки принятия решений Федерального исследовательского центра «Информатика и управление» РАН.
2022 — соруководитель Магистерской программы «Интеллектуальные технологии в медицине» на факультете вычислительной математики и кибернетики МГУ им. М. В. Ломоносова.
Награждён медалью «За заслуги перед отечественным здравоохранением».

## Научная деятельность
Академик Российской академии естественных наук по секции «Информатика, кибернетика», Европейской академии естественных наук и Международной академии информатизации (член президиума, Учёного совета и президент отделения медицинской информатики); председатель Научного совета Российской ассоциации искусственного интеллекта, Исполнительного комитета Российской ассоциации телемедицины.
Сфера научных интересов — инженерия знаний, нечёткая логика, гибридные интеллектуальные системы, прикладные медицинские интеллектуальные системы, телемедицина.
Опубликовано более 600 работ, в том числе 12 монографий, 3 учебника и справочник.

### Профессиональная специализация
Защитил докторскую диссертацию на тему «Принципы и организация компьютерного мониторинга здоровья детей как основы профилактики хронических заболеваний (генетически детерминированных и с наследственным предрасположением)» по специальностям педиатрия и управление в биологических и медицинских системах.
Соавтор концепций и программ информатизации здравоохранения СССР и Российской Федерации, концепций мониторинга здоровья населения Российской Федерации, развития телемедицинских технологий в Российской Федерации.
Ведущее место в научных интересах занимают исследования в области искусственного интеллекта и построения федеральных систем мониторинга состояния здоровья.
Под непосредственным руководством Б. А. Кобринского разработаны многочисленные автоматизированные системы в области охраны здоровья детей, медицинской экологии, интеллектуальной поддержки процесса принятия решений при различных заболеваниях.

### Из библиографии
1. Искусственный интеллект и медицина: Возможности и перспективы систем, основанных на знаниях // Новости искусственного интеллекта. 2001. № 4. С.44-51.
2. Искусственный интеллект и медицина: Особенности прикладных консультативных систем // Новости искусственного интеллекта. 2002. № 4. С. 24-28.
3. Подходы к отображению субъективно нечетких представлений эксперта и пользователя в интеллектуальных системах // Программные продукты и системы № 4, 1997, с.45-47
4. Аргументация и интуиция в естественном и искусственном интеллекте // VI Нац. конф. по искусственному интеллекту с междунар. участием КИИ’98: Тр. конф. Т.1. Пущино, 1998, с.7-14
5. К вопросу о формальном отражении образного мышления и интуиции специалиста в слабо структурированной предметной области // Новости искусственного интеллекта № 3, 1998, с.64-76
6. Нечеткая логика в анализе образных представлений в медицинских системах искусственного интеллекта // Междунар. конф. по мягким вычислениям и измерениям: Сб. докл. Т.1., СПб: , 1998, с.233-235
7. Символьно-образный подход в искусственном интеллекте // КИИ’2000: Седьмая нац. конф. по искусственному интеллекту с междунар. уч.: Тр. конф. Т.2, М.: Физматлит, 2000, с.601-608
8. Искусственный интеллект и медицина: возможности и перспективы систем, основанных на знаниях // Новости искусственного интеллекта № 4, 2001
9. Логика аргументации в принятии решений в медицине // НТИ, сер.2 № 9, 2001, с.1-8
10. Телемедицина и искусственный интеллект // Новости искусственного интеллекта № 1, 2003, с.15-19.
11. Извлечение экспертных знаний: групповой вариант // Новости искусственного интеллекта № 3, 2004, с.58-66
12. Ретроспективный анализ медицинских экспертных систем // Новости искусственного интеллекта № 2, 2005, с.6-17
13. Возможность вскрытия интуитивных представлений врачей при групповом извлечении знаний // Десятая национальная конференция по искусственному интеллекту с международным участием КИИ-2006 (25-28 сентября 2006 г., Обнинск): Труды конференции. В 3-т. Т.2., М: Физматлит, 2006, 2, с.653-659, −310с.
14. Возможность вскрытия интуитивных представлений врачей при групповом извлечении знаний. // Десятая национальная конференция по искусственному интеллекту с международным участием КИИ-2006 (25-28 сентября 2006 г., Обнинск): Труды конференции. В 3-т., М: Физматлит, 2006
15. Управляемая дискуссия при групповом варианте извлечения знаний // Научная сессия МИФИ-2006: Сб. науч. тр., М: Физматлит, 2006, 3, с.19-21
16. Воинов А. В., Демикова Н. С., Кобринский Б. А. Словарное шкалирование в медицинской информатике: инженерия знаний и интеллектуальный анализ данных. //Десятая национальная конференция по искусственному интеллекту с международным участием КИИ-2006 (25-28 сентября 2006 г., Обнинск): Труды конференции. В 3-т., М: Физматлит, 2006
17. Кобринский Б. А., Фельдман А. Е. Анализ и учёт ассоциативных знаний в медицинских экспертных системах // Новости искусственного интеллекта. 1995. № 3. С. 90-96.